# Марко Минуције Руф
Марко Минуције Руф (до 216. п. н. е.) је био римски војсковођа и конзул 221. п. н. е. Током 217. п. н. е. био је командант коњице диктатора Фабија Максима. Није био спреман да спроводи Фабијеву стратегију избегавања одлучне битке са Ханибалом. Не слушајући диктаторова наређења упустио се у битку у којој је победио неспремну Ханибалову војску. Римски Сенат му је због неочекиване победе дао овлаштења диктатора. Ханибал је искористио његову агресивност, па је поставио клопку, у коју је увукао Минуција и његову војску. У бици код Геронија 217. п. н. е. Минуцијева војска се нашла у клопци нападнута са свих страна, а извукла се уз тешке губитке тек по доласку Фабијеве војске. Одмах након пораза одрекао се диктаторских овглаштења. Погинуо је у бици код Кане 216. п. н. е.

## Рат са Истранима
По први пут именован је за конзула 221. п. н. е. заједно са Публијем Корнелијем Сципионом Асином. Водили су рат са Истранима, које су успешно покорили.

## Командант коњице
Након неколико Ханибалових победа, а посебно победе у бици на Тразименском језеру Римљани су изабрали диктатора Квинта Фабија Максима Кунктатора. Марко Минуције Руф је именован за команданта коњице, тј. диктаторовога заменика. Обично би диктатор именовао свога команданта коњице, али Фабију је именован Марко Минуције као командант коњице. Фабије је требало да припреми одбрану Рима у случају да Ханибал крене на град. Марко Минуције Руф је добио задатак да мобилише 2 римске и 2 савезничке легије. Фабије Максим је спроводио стратегију избегавања одлучне битке и нападања само тамо где би био у изразитој предности. Ханибал је настојао разним провокацијама да навуче Фабија Максима у одлучну битку, али Фабије би одбијао битку и пратио Картагињане са удаљености и стално маневрисао држећи се вишега терена где картагињанска коњица није могла да дође до изражаја. Редовно би нападали картагињанске издвојене јединице, посебно јединице задужене за снабдевање. Нападали би где год би били у предности. Ханибал је испробавао римско стрпљење уништавајући им велику имовину. Марко Минуције Руф је био незадовољан Фабијевом стратегијом и стално се залагао за директан сукоб са Ханибалом, а Фабија Максима је називао кукавицом.

## Минуције не поштује Фабијеву стратегију
Картагињани су на свом путу кроз Апулију пустошили и пљачкали фарме и имовину, али Фабије није интервенисао. Римска војска и Марко Минуције критиковали су Фабијеву дефанзивну стратегију. Ханибал је Геронију претворио у велико складиште за жито и шталу за заробљену стоку. Логор је успоставио ван града, а град и логор је учврстио палисадама и јарковима. Фабије Максим је отишао у Рим због неких верских обавеза или да утиша нападе на њега. Оставио је Марка Минуција Руфа да командује римском војском и дао му је инструкције да следи Фабијеву стратегију. Нколико дана по одласку Фабија Минуције је сишао са брда и успоставио је логор северно од Героније. Из новога логора почео је да напада картагињанску војску задужену за снабдевање са циљем да Ханибала увуче у битку. Као одговор на римске потезе Ханибал је смањио људство, које учествује у снабдевању и држао је војску у бојној приправности близу римскога логора.

## Победа Марка Минуција код Героније
Ханибал је поново морао да све више војске шаље у снабдевање, да не би касније имао несташица. Марко Минуције Руф је одмах искористио прилику, па је послао лаку пешадију и коњицу на војску расуту по пољима. Након тога напао је сам картагињански логор, у коме се у том тренутку налазила само трећина војске. Картагињанска коњица је била одсутна. Ханибал је био присиљен да изађе из логора против римске пешадије. Римљани су у почетку битке били уздрмани почетним нападом Картагињана. Међутим у том тренутку у картагињанску позадину стигло је као подршка Римљанима 8.000 самнитских пешака и 500 коњаника под командом Нумерија Деција. Бројчано инфериорнији Картагињани морали да се повлаче, а римска војска их је гањала, па је Минуције разматрао да нападне и сам непријатељски логор. Ипак долазак 4.000 Картагињана из околних поља под командом Хаздрубала смањио је римску предност, па се битка окончала. Током битке погинуло је 6.000 Картагињана и 5.000 римских војника. Ханибал се након те битке нашао у изузетно тешкој тактичкој ситуацији. Римска војска је била бројнија, а Ханибал није смео да си дозволи рат исцрпљивања, јер за разлику од Римљана није могао лако да добија појачања. Постојала је и опасност да Римљани нападну Геронију и да Ханибал изгуби све залихе, које је складиштио у Геронији. Ханибал је због тога одлучио да смањи ризик, па се повукао у главни логор у Геронији, а Марко Минуције Руф је одмах заузео његов напуштени логор.

## Добија статус диктатора
Римљани су са одушевљењем дочекали вести да је Марко Минуције Руф изманеврисао Ханибала и да је Ханибал био присиљен на повлачење. Дотада је римска војска само губила све битке против Ханибала. Цело време Картагињани су пустошили и пљачкали где год су хтели. Римски Сенат је тражио начин како да награди Минуција у условима када је Фабије Максим био римски диктатор. Римска традиција није дозвољавала уклањање диктатора пре истека његова мандата. Сенат је Минуција изабрао за другога диктатора и то је било по први пут у римској историји да су именована два диктатора. Фабије је предложио да он и Минуције командују наизменице свакога другога дана или да поделе војску. Минуције је одлучио да поделе војску.

## Тежак пораз у бици код Героније
Када је сазнао за поделу унутар римске војске Ханибал је разматрао могућност да уништи део римске војске у одлучној бици. Осмислио је тактички план како да искористи Минуцијеву агресивност и конфигурацију бојишта. План је био да се пажљивим маневром Минуције намами и да помисли да се понавља слична ситуација попут оне, у којој је победио крај Героније. Ханибал је одабрао 5.000 пешака и 500 коњаника и ноћ пре битке посакривао их у групама од по 200 до 300 војника. У зору јединица картагињанске лаке пешадије заузела је брдо близу римскога логора. Марко Минуције Руф је помислио да ће уследити мањи окршај, па је послао групу велита да отера Картагињане. Ханибалов циљ је био да дуго одржава битку да нико не побеђује, па је наставио да шаље таман толико војске да успостави равнотежу. Минуције је због тога послао коњицу, а Ханибал је одмах одговорио слањем нумиђанске и картагињанске коњице. Када је римска коњица почела да се повлачи Минуције је кренуо са своје 4 легије, па је онда и Ханибал кренуо са својом пешадијом. Марко Минуције није до тада послао коњицу да извиди терен око бојишта. Када је римска пешадија почела да се пење узбрдо бојни поредак су им нарушили коњица и лака пешадија, који су се повлачили. Пре него што су поново успоставили добар бојни поредак из заседа су искочиле картагињанске сакривене јединице и напале су изложене бокове и позадину Римљана. Минуцијевој војсци је претило потпуно уништење, али спасио их је долазак Фабија Максима Кунктатора са четири легије.

## Погибија
Након битке код Геронија се повукао са положаја диктатора и врховно заповедништво предао Фабију Максиму. Марко Минуције Руф је погинуо у бици код Кане 216. п. н. е.